# مارتي كوك
مارتي كوك (بالإنجليزية: Marty Cook)‏ هو عازف جاز أمريكي، ولد في 5 مايو 1947 في لونغ آيلند في الولايات المتحدة.

## وصلات خارجية
- مارتي كوك على موقع ميوزك برينز (الإنجليزية)
- مارتي كوك على موقع أول ميوزيك (الإنجليزية)
- مارتي كوك على موقع ديسكوغز (الإنجليزية)